# 31888 Polizzi
31888 Polizzi è un asteroide della fascia principale. Scoperto nel 2000, presenta un'orbita caratterizzata da un semiasse maggiore pari a 2,3527069 au e da un'eccentricità di 0,1376194, inclinata di 7,31540° rispetto all'eclittica.
L'asteroide è dedicato allo studente argentino Cristian David Polizzi.